# Ineos Automotive

Ineos Grenadier

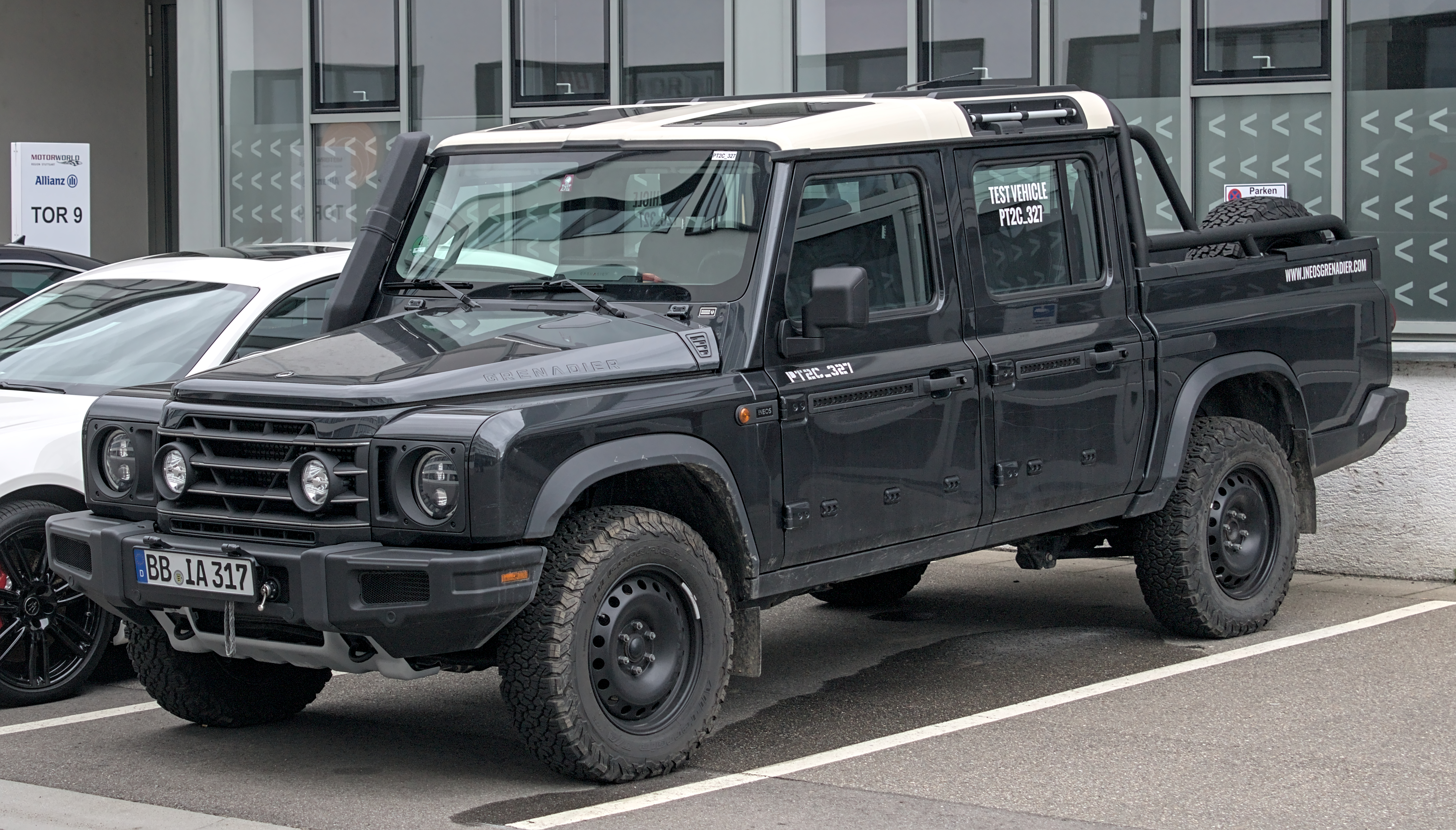
Ineos Grenadier Quartermaster

Ineos Automotive ist ein britischer Hersteller von Automobilen. Er gehört zum Chemiekonzern Ineos Holdings.

## Unternehmensgeschichte
Jim Ratcliffe, Gründer und Leiter von Ineos, erkannte 2017 eine Marktlücke für robuste Geländewagen, nachdem 2016 die Produktion des Land Rover Defender eingestellt worden war.
Das Unternehmen wurde am 12. Februar 2018 gegründet. Der Sitz ist in Lyndhurst in der Grafschaft Hampshire. Die ersten Direktoren waren Yasin Stanley Ali, Michael John Maher und Christopher Edward Tane; Ali außerdem Sekretär. Mark David Trenchard Tennant kam später als Direktor oder Sekretär dazu. Ende 2024 waren mit Lynn Helen Calder (seit 9. März 2023) und Paul Maddison (seit 25. September 2023) zwei Direktoren tätig.
Im Sommer 2020 wurde über Vorserienfahrzeuge berichtet.
Im Dezember 2020 wurde bekannt, dass das Unternehmen das Smart-Werk in Hambach in Frankreich von der Mercedes-Benz Group kaufen würde. 2022 begann dort die Serienproduktion. Der Markenname lautet Ineos.
2023 wurden in Deutschland 966 Fahrzeuge dieser Marke zugelassen.

## Fahrzeuge
Als erstes Modell erschien der Grenadier, ein viertüriger Geländewagen mit festem Dach. 2023 kam mit dem Grenadier Quartermaster ein viertüriger Pick-up auf dieser Basis dazu.